# Klarmobil
Die Klarmobil GmbH (Eigenschreibung klarmobil) ist ein Mobilfunk-Discounter mit Sitz in Hamburg. Unter den Marken klarmobil.de, freenetmobile.de und freenet FLEX bietet Klarmobil Mobilfunk-Tarife in den Netzen von Deutscher Telekom und Vodafone an. Klarmobil ist eine hundertprozentige Tochtergesellschaft der Freenet DLS und daher eine Marke der Freenet AG.

## Geschichte
Am 20. September 2005 wurde die klarmobil GmbH und die dazugehörige Marke klarmobil.de gestartet, das Angebot bestand 2005 aus einem Postpaid-Tarif mit einem Preis von 18 Cent pro Minute in alle deutschen Netze. Bereits wenige Monate nach dem Start erweiterte klarmobil.de seinen Tarif um eine Community-Komponente. So konnten Kunden untereinander für 4 Cent pro Minute telefonieren.  Im Laufe der Zeit sank der Preis außerhalb der eigenen Community anhand des Marktniveaus bis 2008 auf 12 Cent pro Minute. Das Angebot von klarmobil.de bestand bis 2008 ausschließlich aus Postpaid-Tarifen und war nur online erhältlich.
Im Februar 2009 richtete sich die Marke neu aus. Durch ein neues Produktkonzept bestehend aus Discount-, Flat- und Datentarifen entwickelte sich klarmobil.de zum ersten Komplett-Anbieter im deutschen Mobilfunk-Discount-Markt und hat Tarife in den Netzen von Deutscher Telekom, Vodafone und Telefónica angeboten. Der Preis sank dabei weiter auf das heutige Marktniveau von 9 Cent. Zusätzlich weitete klarmobil.de den Vertrieb auf den stationären Handel aus und bietet dort seitdem seine Discount-Produkte auch als Prepaid-Tarife an. Im Zuge der Konsolidierung des Mobilfunk-Serviceprovider-Marktes hat klarmobil 2009 die Fortführung der in der freenet Group aufgegangenen debitel- und Talkline-No-frills-Marken callmobile.de und debitel light übernommen.
klarmobil vermarktet seit dem Jahr 2012 einen Allnet-Flat-Tarif im Netz der Telefónica (o2) und bot damit seinen Kunden als einer der ersten Discountanbieter die Möglichkeit, für einen monatlichen Grundpreis zu telefonieren, SMS zu verschicken und mobile Daten zu nutzen. Im Jahr 2016 startete klarmobil mit "mic" ein Online-Magazin für Mobilfunk und Digital Lifestyle. Zudem brachte das Unternehmen erstmals einen Discount-Mobilfunktarif im Telefónica-Netz im LTE-Standard auf den Markt. Seit 2019 bietet klarmobil.de die Tarife in den Netzen von Deutscher Telekom und Vodafone ausschließlich mit LTE an. Das Angebot von klarmobil ist auch bei den Freenet Shops erhältlich.
Im August 2020 führte klarmobil den rein digitalen Mobilfunktarif freenet FLEX ein. Über die freenet FLEX-App für iOS und Android können Nutzer einen von drei Mobilfunktarifen auswählen und monatlich per App wechseln oder kündigen.

## Netz
Die klarmobil GmbH ist eigenständiger virtueller Netzbetreiber (MVNO) und vertreibt Tarife in den Netzen von Deutscher Telekom, Vodafone und Telefónica (Stand Juni 2020). Hier bietet klarmobil sowohl Allnet-Flat-Tarife, Smartphone-Flat-Tarife als auch Datentarife an.

## Kooperationen
Im Juni 2010 gründete Klarmobil in Kooperation mit dem freenet.de-Portal die Produktmarke freenetMobile.de, seit Mai 2019 freenet Mobile genannt. Unter diesem Label werden derzeit verschiedene Allnet-Flat- und Smartphone-Flat-Tarife vermarktet. 2022 kam dann noch die neue Marke Dr.SIM (doktor-sim.de) dazu.

## Kritik
In die Kritik geraten ist Klarmobil wegen Extra-Kosten, die in den Allgemeinen Geschäftsbedingungen (AGB) versteckt gewesen sind, etwa Mahngebühren von knapp zehn Euro sowie Dienstleistungsentgelte für selbstverständliche Leistungen wie die Auszahlung von Restguthaben bei der Beendigung eines Prepaid-Vertrags. Diese Forderungen sind gerichtlich für unwirksam erklärt worden.
Im April 2014 wurden Fälle bekannt, dass Klarmobil nachträglich eine Grundgebühr bei Alt-Verträgen ohne Mindestumsatz und Grundgebühr eingeführt hatte. Diese beträgt 1 € pro Monat bei weniger als 3 € Umsatz pro Monat. Dies geschah per AGB-Änderung im Jahr 2010, obwohl „essenzielle Vertragsbestandteile […] laut BGH (Urteil vom 11. Oktober 2007, Az. BGH III ZR 63/07) nicht per AGB-Änderung zu Lasten des Kunden verändert werden“ können.
Zudem ersetzt Klarmobil bei vom Kunden unverschuldeten Defekt der SIM-Karte diese nicht kostenfrei, sondern gegen eine Gebühr von bis zu 24,95 Euro (Sonderpreisliste Stand 03/2017 von freenetMobile). Die gleichen Kosten entstehen auch, wenn aufgrund eines Wechsels des Endgerätes eine neue SIM-Karte mit anderem Format (Mini-Mikro-Nano) benötigt wird.
Immer wieder kritisiert wird außerdem die Kommunikation der Netz-Zugehörigkeit von Tarifen. Im D-Netz ist für Kunden kaum ersichtlich, ob das Telekom- oder Vodafone-Netz genutzt wird, bevor man einen Tarif bucht. Klarmobil kommuniziert hier oft nur „D-Netz-Qualität“.
Erst kurz vor Abschaltung des UMTS-Netzes beim Netzbetreiber Vodafone schaltete klarmobil für alle Marken das Merkmal Voice over LTE für alle Kunden frei. Damit ist Telefonie auch über das modernere LTE-Netz möglich.